# دیوید زیبل
دیوید بریتل زیبل (به انگلیسی: David Breitel Zabel) تهیه‌کننده و نویسنده تلویزیون اهل آمریکا است. زیبل به طور گسترده به عنوان تهیه‌کننده اجرایی و شورانر بر روی بخش فوریت‌های پزشکی (۲۰۰۱–اکنون) کار کرده‌است. زیبل برای نویسندگی بخش فوریت‌های پزشکی برنده جایزه هیومنیتاس  شده‌است. او همچنین شورانر سریال مرسی استریت (۲۰۱۶–۲۰۱۷) بوده‌است.